# Mystus gulio
Mystus gulio е вид лъчеперка от семейство Bagridae. Видът не е застрашен от изчезване.

## Разпространение и местообитание
Разпространен е в Бангладеш, Бруней, Виетнам, Индия (Андхра Прадеш, Гоа, Гуджарат, Даман и Диу, Западна Бенгалия, Карнатака, Керала, Махаращра, Ориса, Пондичери и Тамил Наду), Индонезия, Малайзия, Мианмар, Пакистан, Сингапур, Тайланд и Шри Ланка.
Обитава крайбрежията на сладководни и полусолени басейни, морета и реки. Среща се на дълбочина от 1 до 1,2 m, при температура на водата около 28,9 °C и соленост 32,2 ‰.

## Описание
На дължина достигат до 46 cm.
Популацията на вида е намаляваща.